# Marie-Madeleine de Brinvilliers

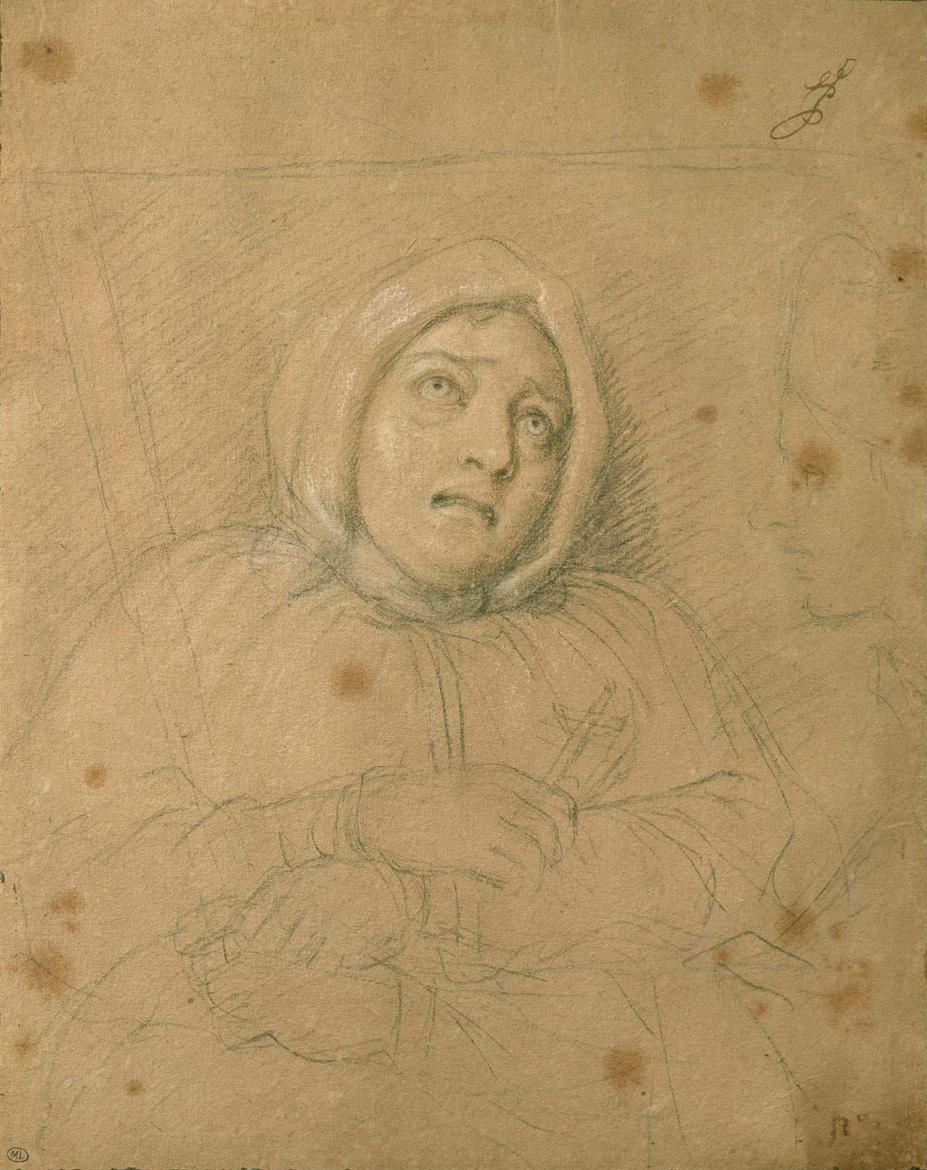
Portret van Brinvilliers op de dag van haar executie, door Charles Le Brun, 1676

Marie-Madeleine-Marguerite d'Aubray, Marquise de Brinvilliers (1630–1676), bijgenaamd Brinvilliers Liégeoise, was een Franse edelvrouw, die bekend is geworden als gifmengster en moordenares. Haar veroordeling is onderdeel van de zogenaamde gifaffaire.
De Marquise de Brinvilliers maakte in Frankrijk zeventien slachtoffers met het vergif digitoxine, waaronder haar vader en broers. Omdat ze in Frankrijk gezocht werd wegens deze gifmoorden, vluchtte ze naar het Prinsbisdom Luik. Ze huurde in Luik een kamer in het klooster Notre-Dame-des-Anges in het Quartier d'Avroy. Daar werd ze op 26 maart 1676 aangehouden. Ze werd overgebracht naar Parijs, waar ze werd verhoord, gemarteld en ter dood veroordeeld in de Conciergerie, de gevangenis van het Palais de la Cité. Voor haar terechtstelling zou ze tot inkeer zijn gekomen. Ze verscheen vredig op het schavot, wat grote indruk maakte op het publiek. Door sommigen werd ze zelfs als een heilige gezien.

## In fictie
De roman Une petite femme aux yeux bleus (1972) van de schrijfster Irène Stécyk is geïnspireerd op de Luikse periode van markiezin de Brinvilliers.